# نهر بينا
بينا (المعروف أيضًا باسم بيناكيني، بينيرو، بينر، بينار، بيناي) هو نهر يقع في جنوب الهند. حيث يتدفَّق بعد أن ينبع من تلال ناندي في شكل تيارين مختلفين، أحدهما في اتجاه الشمال والآخر في الجنوب. 
ينبع نهر بينا من تلال ناندي في منطقة تشيكابالابور بولاية كارناتاكا، ويمتد شمالًا وشرقًا عبر ولايتي كارناتاكا وأندرا براديش ليصُبَّ في خليج البنغال في ولاية أندرا براديش. يبلغ طوله 597 كيلومترًا (371 ميلًا)، مع حوض صرف يغطي 55,213 كيلومترًا مربعًا: 6,937 كيلومترًا مربعًا في ولاية كارناتاكا و48,276 كيلومترًا مربعًا في ولاية أندرا براديش. إلى جانب هذا التيار الرئيسي هناك تيار آخر جنوبًا باتجاه تاميل نادو ثم بيناي أو جنوب بينار والذي يتحرك نحو الشرق ليصُبَّ في خليج البنغال. يقع حوض نهر بينا في منطقة ظل المطر في غاتس الشرقية ويستقبل 500 ملم كمتوسط هطول الأمطار سنوياً.

## أصل الاسم
وبما أن النّهر يتدفَّق في مجريين، في الاتجاهَين الشمالي والجنوبي، فإنه يشكل شكل القوس. وهكذا حصل هذا النّهر على اسم القوس المسمى بيناكيني الذي سمي على اسم القوس بيناكا. اسم نهر Penneru مشتق من الكلمات التيلوغوية penu التي تعني الكبير وyeru التي تعني النهر أو الجدول أو النهر أو من مياه neeru، المتدفقة بالطبع. يُعرف أيضًا باسم أوتارا بيناكيني في ولاية كارناتاكا. يشير اسم بيناكيني إلى بيناكا، قوس نانديسوارا، الإله الرئيسي لتلال ناندي عند منبع النهر.

## الجغرافيا

### دورة
نهر بينا له عدة مصادر. يبدأ التيار الرئيسي في تلال ناندي في كارناتاكا، ويتدفق لمسافة 597 كم إلى الشمال والشرق عبر العديد من الجبال والسهول، ويصب في خليج البنغال في منطقة نيلور في ولاية أندرا براديش. النهر موسمي، مصدره الرئيسي للمياه هو الأمطار. ولذلك، فإنه يبدو وكأنه تيار صغير خلال فترات الجفاف. الروافد الرئيسية لنهر بينا هي جايامانجالي وكونديرو وساجيليرو من الشمال، وتشيترافاثي وباباني وتشيييرو من الجنوب.

#### كارناتاكا
| موقع                                                                       |
| بلد: الهند                                                                 |
| ولاية: أندرا برديش وكارناتاكا                                              |
| منطقة: جنوب الهند                                                          |
| مقاطعة: كولار، تومكور، اننت بور، كادابا,نيلور                              |
| مدن: شيكابالابور، جوريبيدانور، هندوبور، انانتابور، بروداتور، كادابا، نيلور |
| خصائص الفيزيائية                                                           |
| مصدر: جنوب الهند                                                           |
| الموقع: 13.35°N 77.60°E منطقة شيكابالابور، ناندي هيلز، كارانتاكا، الهند    |
| المصب: خليج البنغال                                                        |
| الموقع 14.58°N 80.14°E نيلور، اوتوكورو، أندرا برديش، الهند                 |
| الارتفاع 0 m (0 ft)                                                        |
| الطول 597 km (371 mi                                                       |
| حجم الحوض 55,213 km2 (21,318 sq mi)                                        |
| التفريغ                                                                    |
| الموقع نيلور (1965–1979 average), max (1991)                               |
| المعدل 200.4 m3/s (7,080 cu ft/s                                           |
| الحد الأدنى 0 m3/s (0 cu ft/s)                                             |
| الحد الأعلى 1,876 m3/s (66,300 cu ft/s)                                    |
| خصائص الحوض                                                                |
| الروافد                                                                    |
| يسار جايامانجالي، كوندرو، ساجيليرو                                         |
| يمين شيترافاتي، بابجني، تشييرو                                             |

## أصل الكلمة
اسم نهر بينيرو (أحيانًا يدعى بينر) مشتق من كلمات بـاللغة التيلوغوية إذ تعني كلمة بينو"పెను" الكبير وتعني كلمة ييرو "ఏఱు / యేఱు" النَّهر أو المَجرَى المائي أو النّهر المجاور وغير ذلك من مياه التدفق بالطبع. ويسمى أيضًا اوتارا بيناكيني في ولاية كارناتاكا. والاسم بينكيني مأخوذ من بيناكا وهو قوس نانديسوارا الإله الرئيس في تلال ناندي عند منشأ النهر.

## جغرافيا

### المجرى
لنهر بينا عدة مصادر ومَصَبَّات. ويبدأ التّيّار الرئيسي من تلال ناندي هيلزفي ولاية كارناتاكا، حيث يتدفق لنحو597 كم اشمالًا وشرقًا عبر العديد من الجبال والسهول ويصب في خليج البنغال في حي نيلور من أندرا برديش. ونهر بينا من الأنهار الموسمية إذ ان المصدر الرئيس للمياه هو من الأمطار إذ يبدو النهر مثل جدولٍ صغيرٍ خلال فترات الجفاف والروافد الرئيسية لنهر بينا هي : جيامانغالي وكوندرو وساجيليرو من الشمال وشيترافاتي وباباجني وشيرو من الجنوب.

### كارناتاكا
ينشأ نهر بينا نحو 13.55 شمالا و 77.60 غربا على بعد 11 كم جنوب غرب شيكابالابور في سلاسل جبال تشينا كيسافا من ناندي هيلز في كارناتاكا. ويبدأ بالتدفق باتجاه الشمال الغربي عند منبعه قرب قرية مارالور. ويجري لمسافة 48 كم شمالًا عبر منطقتي كولار وتمكور في ولاية كارناتاكا قبل دخول ولاية أندر برديش في مقاطعة اننت بور.

### انانتابور
يلتقي نهر بينا مع نهر كومودافاتي على بعد 69 كم. وبعد 82 كم من جريانه يلتقي نهر بينا مع نهر جيامانغالي بالقرب من مدينة هندوبور في منطقة اننتابور. وينبع نهر جيامانغالي من منطقة تومكور ويقطع 77 كم باتجاه الشمال الشرقي قبل انضمامه إلى نهر بينا على الضفة اليسرى.ويجري نهر بينا بعدها شمالًا لحوالي 146كم بعد التقائه بنهرجايا مانغالي.
يدخل نهر بينا إلى كارناتاكا مجددًا في بافاجادا تالوك في منطقة تومكور على بعد 115 كم من منبعه بعد اجتيازه لمسافة 67 كم في منطقة انانتابور.ثم يدخل نهر بينا إلى ولاية أندرا برديش في كالياندورج تالوك في منطقة انانتابور على بعد 128 كم من منبعه مرة أخرى بعد عبور 13 كم في منطقة تمكور .ثم يتحول نهربينا شرقًا عند بينا أهوبيلام ويجري عبر غابات محمية ماروتلا وكاتريمالا وبالقرب من مدنٍ مثل تاديباتري.

### كادابا
يكتسب نهر بينا الحجم ولكنه يفقد قوته في التدفق عند عبوره لتلال بالكوندا ودخوله حي كادابا في ولاية أندرا برديش. ثم يستعيد قوة التدفق مرةً أخرى بعد أن يلتقي مع العديد من الروافد التي تشمل: شيترافاتي وباهودا و بابجني و كونديرو و ساجيليرو وتشيريو. ويتدفق بالقرب من مدنٍ مثل : كودورو وجامالاماديجو و برادتور وكامالابورم و سيدافاتام.
ويلتقي نهر بينا بروافده الرئيسة شيترافاتي وجاندالور بالقرب من قرية جانديكوتا على بعد 336 كم من منبعه. وينبع نهر شيترافاتي بالقرب من بلدة شيكبالابور في منطقة كولار في كارناتاكا ويمتد على بعد 218 كم في الاتجاه الشمالي الشرقي في مقاطعات كولار وانانتابور وكودابا قبل الانضمام إلى نهر بينا على الضفة اليمنى. ويشق نهر بينا طريقه من خلال ممرغانديكوتا ويتدفق شرقًا عبر فجوةٍ في جبال الغات الشرقية للوصول إلى سهول ولاية اندرا الساحلية.
ويلتقي نهري بابجني وكوندرو مع نهر بينا بالقرب من قرية كامالابورم. وينبع نهر بابجني بالقرب من بلدة سيدلاغاتا في منطقة كولر في ولاية كارناتاكا ويمتد على بعد 205 كم قبل الانضمام إلى نهر بينا في الضفة اليمنى. وينبع نهر كوندرو من منطقة كرنول في اندرابراديش ويمتد على بعد 250 كم قبل الانضمام إلى نهر بينا في الضفة اليسرى.
ويستمر نهر بينا في الجريان في الاتجاه الجنوبي الشرقي ويشق طريقه عبر تلال نالامالا ويلتقي مع نهر ساجيليرو ثم يتحول إلى الشرق. وينبع نهر ساجيليرو من منطقة براكاسام ويتدفق جنوبا ليلتقي نهر بينا. ويلتقي نهر بينا مع نهر شيرو في منطقة بويانابالي ومنطقة جاندلامادا بالقرب من قرية سيدهوت على الضفة اليمنى. تشكل نهر الشيرو من التقاء نهري باهودا وبونشا اللذان ينبعان من مقاطعة جيتور في اندرابراديش. ويلتقي التياران في نهر رايافارام ويتدفقان باتجاه الشمال لمسافة 87 كم قبل الانضمام إلى نهر بينا.

### نيلور
ينبثق نهر بينا من سلسلة جبال فيليكوندا في جبال الغات الشرقية على بعد 467 كم من مصدره ثم يدخل سهول سوماسيلا في منطقة نيلور. ويجري نهر بينار بالقرب من بلدات مثل أتماكورو وكوفور وجونواوادا وسانغام ونيلور.
ويلتقي مع اثنان من الروافد الثانوية بوغيرو وبيرابيرو بالقرب من بلدة سانجام. وينبع نهر بوجيرو من بوجوفينكاتابورم وينضم إلى تياراتٍ صغيرةٍ أخرى قبل الالتقاء بنهر بينا. ونهر البيرابيرو عبارة عن مجرى صغيرٍ لنقل الأمطار من الجزء الشمالي الشرقي من نيلور واوداجيري وكافالي وماندالز إلى نهر بينا.
ثم ينضم أخيرًا إلى خليج البنغال على بعد 14.58 درجة شمالًا و 80.14 درجة شرقًا بالقرب من اوتوكورو على بعد 597 كم من منبعه.

### الحوض
يغطي المستجمع المائي في نهر بينا وروافده جزءًا من هضبة الدكن الجنوبية ويشمل غالبية منطقة ريالاسيما في ولاية أندرا برديش وجزءًا من ولاية كارناتاكا، وتشكل هضبة كولار الخط الفاصل بين مستجمعات المياه في نهر بينا ومستجمعات أخرى في نهر كافيري ونهر بوناييار ونهر بالار إلى الجنوب., ويحصل نهر بينا عل روافده في الجزء الشمالي من الهضبة ويشمل ذلك أجزاء من منطقتي كولار وتمكور في كارناتاكا. و يحصل نهر كريشنا وتفرعاته على روافده في هضبة ديكان إلى الغرب والشمال من مستجمع مياه بينا. وتشكل تلال إيرامالا المنخفضة الفاصل الشمالي لحوض نهربينا. يشمل مستجمع المياه العلوي في نهر بينا منطقة كادابا، ووسط وشرق منطقة اننت بور، والجزء الجنوبي من منطقة كرنول، شمال غرب مقاطعة جيتور.

### المصب
يمتد مصب نهر بينا على بعد 7 كم من خليج البنغال. ويمتد تأثير المد والجزر والمياه المالحة أعلى النهر خلال موسم الجفاف من تشرين الثاني إلى حزيران. وتتشكل الكثبان الساحلية التي يبلغ ارتفاعها 7 أمتارٍ حول مصب النهر. وتشكل أهوار ابوتيرو التي يبلغ طولها 15 كم إلى جانب بحيرة ايسوكابالي المفصولة عن خليج البنغال بجزيرة ايسوكابالي الفاصلة التي يبلغ طولها 180م ويصل ارتفاعها إلى 3 أمتار تشكلان المناطق الساحلية المطيرة الرئيسة منطقة رطبة.
و يتكون الجزء العلوي من حوض نهر بينا من صخور يعود تاريخها إلى عصورالدهر السحيق القديمة وهي صخور الجرانيت والشيست بشكل أساسي. ويتكون الحوض السفلي من رواسب حديثة تشمل الالتيريت والطمي.

## مناخ
يتمتع حوض نهر بينا بمناخ تسود فيه رياح موسمية جافة. ومناخ الحوض العلوي لنهر بينا هو مناخ شبه قاحل حيث تتراوح درجات الحرارة في فصل الصيف بين 25 و46 درجةً مئويةً وفشتاء تكون درجات الحرارة بين 18 إلى 28 درجةً مئوية. ويجري توفر معظم الامطار من الرياح الموسمية الجنوبية الغربية المحملة بالرطوبة التي توفر معظم مياه الامطار في الهند بين حزيران وأيلول. ويقع حوض نهر بينا في منطقة ظل المطر في سلاسل جبال غاتس الغربية العالية مما يمنع الكثير من الرطوبة من الوصول إلى المنطقة. فالعواصف الإعصاريه بعد فترة الرياح الموسمية في المنطقة الساحلية تنتج أمطارًا إضافية خلال شهر أيلول وتشرين الأول. وتوفر الرياح الموسمية الشمالية الشرقية القليل من الامطار بين كانون الأول وآذار في الحوض العلوي وأكثر بقليل في الحوض السفلي. وتختلف الرياح الموسمية اختلافًا كبيرًا من عامٍ إلى أخر في جنوب الهند مما يؤدي في بعض الأحيان إلى عواصف إعصاريه قويةٍ تسبب الفيضانات والرياح الشديدة. و متوسط هطول الامطار السنوي هو 550 ملم في السنة في منطقة انانتابور و 900 ملم في السنة في منطقة نيلور. وقد عانى حوض نهر بينا في التسعينات من جفافٍ طويل مما تسبب في الكثير من البؤس بين أوساط المزارعين في المنطقة وأدى في مطالب سياسيةٍ لبناء قناة مقنطرة لنقل المياه من نهر كريشنا إلى نهر ريالاسيما.

## الغطاء النباتي
كان الحوض العلوي مغطىً سابقًا بغابات استوائية جافة، وغابات كثيفة شائكة، وأراضي شجيرة. اختفت معظم الغابات الاستوائية الجافة الآن، بسبب الرعي الجائر و فرط الاستغلال للغابات وللأخشاب والحطب، فقد تبدلت الأشجار بشجيرات شائكة. إن الغابات المتبقية من الدكن أشجارًا غير دائمة الخضرة إلى حد كبير تسقط أوراقها في الشتاء الجاف وأشهر الربيع. كانت غابات ديكن الشرقية الجافة دائمة الخضرة في أندرا الساحلية دائمة الخضرة، ولكن هذه الغابات تقلصت إلى حدٍ كبيرٍ إلى بقايا من الجيوب الصغيرة.

## الميناء
كان ميناء كريشنا باتنام الذي كان يستقل القوارب الصغيرة يمتد حول خليج ابتيروإنما جرى تطويره اليوم ليصبح ميناءًا بمياهٍ عميقة. و تسمح قناة باكنجهام وهي ممر مائي من صنع الإنسان يمتد خلف الساحل مباشرة للقوارب الصغيرة من نهر بينا الوصول إلى تشيناي في الجنوب ودلتا نهر كريشنا في الشمال. وقد اعتبر ميناء كريشنا باتنام في تشرن الثاني من عام 2015 ميناءً رئيسًا يقع على بعد 24كم من مدينة نيلور. ان ميناء كريشنا باتنام هو واحد من الموانئ القليلة في العالم التي تستطيع التعامل مع السفن العملاقة التي تبلغ حمولتها 150000 طن وأصبح واحدًا من أعمق الموانئ في الهند و تبلغ سرعة التيارفيه 18 مترًا.

## في الأدب
ازدهر أدب التيلوغو في حوض نهر بينا الذي أنتج العديد من المؤلفين والشعراء المعروفين مثل كافييراما تيكان سوما ياجولو و مولا ورالابالي انانتا كريشنا شارما و فيدفان فيشفا موسي راما كريشنا ريدي. و"penneti paata" للشاعر فيدفان فيشقام تعني أغنية نهر بينا" التي تحظى بشعبية كبيرة وخاصة في ولاية اندرابراديش وفي ولاية ديالاسيما، والقصيدة من المواد التي تدرس في مسااق اللغة التيلوغوية. ويمثل العمل الأدبي "penneti kathalu" للفيلسوف راما كريشنا ريدي الحياة المأساوية والثقافية لشعب وادي بينا وتعتبرهذه القصص الأفضل من نوعها من حيث استعمالها اللهجة المحلية المقدمة بشكل بارع.

## إمكانية استخدام المياه
يبلغ متوسط إنتاج المياه السنوي في الشهر حوالي 6.316 مليار متر مكعب. ويجري تسخير مصادر المياه جميعها في حوض النهر بشكلٍ كاملٍ من خلال بناء ما يقارب ال 5 مليارات متر مكعب من خزانات المياه. أما المياه الجوفية فيجري تسخيرها أيَضًا على نطاقٍ واسعٍ في حوض النهر بما يتجاوز الاستدامة على المدى الطويل.
تهطل الامطار الغزيرة خلال موسم الرياح الموسمية الشمالية الشرقية بينما تهطل الأمطار في حوض نهر كريشنا المجاور خلال موسم الرياح الموسمية الجنوبية الغربية. ويقع هذا الحوض جغرافيًا على ارتفاعٍ منخفض مقارنةً بمحيط حوض نهر كريشنا. فتسهل هذه الميزة عملية نقل المياه من حوض كريشنا المجاور. حيث يمكن نقل المياه من حوض كريشنا المجاور إلى حوض بينا حتى ارتفاع 600 متر مع ضخ مياه معتدل ( اقل من 100متر) . ويضم حوض النهر أراضي زراعيةٍ مطيرةٍ واسعة ومواقع جيدةٍ لتخزين المياه من أجل التنمية الشاملة بشرط أن يجري سحب مياه نهر كريشنا إلى الحوض. ويمكن نقل مياه الفيضانات الموسمية لنهر كريشنا خلال شهور الرياح الجنوبية الغربية الموسمية للاستعمال المباشر في حوض نهر بينا دون الحاجة إلى تخزين المياه.

## أنظر أيضًا
- محكمة منازعات كريشنا للمياه
- نهر بالار
- سد تونغابهادرا

## روابط خارجية
https://en.wikisource.org/wiki/1911_Encyclop%C3%A6dia_Britannica/Pennar
https://en.wikipedia.org/wiki/Encyclop%C3%A6dia_Britannica_Eleventh_Edition